# Tetraneutron
Ein Tetraneutron ist ein hypothetisches Teilchen, das aus vier Neutronen besteht. Obwohl die Existenz dieses Kerns den anerkannten Modellen der Kernphysik widerspricht, gibt es einige umstrittene Versuchsergebnisse, die sein Vorhandensein belegen sollen.

## Experimente
In einem Experiment, dessen Ergebnisse 2002 veröffentlicht wurden, stießen Francisco-Miguel Marqués und seine Mitarbeiter am GANIL in Caen bei Kernreaktionen mit Beryllium-14  auf mögliche Hinweise auf ein derartiges Teilchen. Im Jahre 2016 meldeten japanische Kernphysiker ebenfalls die Entdeckung eines Tetraneutrons.
Die Gruppe um Marqués schoss neutronenreiche Berylliumisotope und andere neutronenreiche Kerne auf ein  Kohlenstoff-Target und analysierte die Trümmer mit Protonenstreuung. Die Gruppe identifizierte sechs Signale, die ihrer Meinung nach mit hoher Wahrscheinlichkeit auf Cluster aus vier Neutronen zurückgehen. Nach Marqués und Mitarbeitern können andere denkbare Erklärungen der beobachteten Ereignisse maximal für zehn Prozent des beobachteten Signals verantwortlich sein. Eine spätere Analyse der benutzten Erkennungsmethode legte den Verdacht nahe, dass zumindest ein Teil der Originalanalyse fehlerhaft war. Versuche, die Beobachtungen mit anderen Methoden zu wiederholen, waren nicht erfolgreich und führten zu keiner erneuten Beobachtung solcher Teilchen.
2016 berichtete eine Gruppe um Susumu Shimoura von der Universität Tokio und von Forschern des RIKEN über die Erzeugung eines Tetraneutrons bei Experimenten mit Strahlen instabiler Helium-8-Kerne an der Radioactive Isotope Beam Factory (RIBF) in Saitama. Das Signifikanzniveau lag nach Angaben der Wissenschaftler bei 4,9 Sigma (σ).
Weitere Hinweise auf die Existenz eines Tetraneutrons kamen im Dezember 2021 von Wissenschaftlern der TU München. Sie schossen zwei Lithium-7-Kerne (bestehend aus drei Protonen und vier Neutronen) aufeinander, wobei sie einen Peak in der Energieverteilung der Reaktionsprodukte bei 20,8 MeV als Kohlenstoff 10 plus Tetraneutron interpretierten. Die Bindungsenergie des Tetraneutrons würde nach den Messergebnissen 0,42 MeV betragen. Die Signifikanz betrug allerdings nach Angaben der beteiligten Wissenschaftler dabei aber nur 3 Sigma. Noch deutlichere Hinweise wurden im Juni 2022 von einem japanischen Experiment veröffentlicht. Trotz einer Signifikanz weit über 5 σ wurden aber in der Fachwelt Zweifel angemeldet.

## Theoretische Konsequenzen
Falls die Existenz von stabilen Tetraneutronen zweifelsfrei nachgewiesen werden sollte, müssten die gegenwärtigen Modelle der Kernkräfte erheblich geändert werden. Bertulani und Zelevinsky schlugen vor, dass das Tetraneutron aus einem gebundenen Zustand von zwei Dineutronen bestehen könnte. Allerdings scheiterten Versuche, ein Modell zu schaffen, welches die Bildung von Polyneutronen erklärt, und, so Steven C. Pieper, es

“does not seem possible to change modern nuclear Hamiltonians to bind a tetraneutron without destroying many other successful predictions of those Hamiltonians. This means that, should a recent experimental claim of a bound tetraneutron be confirmed, our understanding of nuclear forces will have to be significantly changed.”

„scheint nicht möglich zu sein, moderne kernphysikalische Hamiltonfunktionen so zu verändern, dass eine Bindung von Tetraneutronen möglich ist, ohne viele andere erfolgreiche Voraussagen dieser Theorien zu zerstören. Das bedeutet, wenn ein neuer Versuch Tetraneutronen bestätigen sollte, müsste unser Verständnis der Nukleon-Nukleon-Wechselwirkung bedeutend verändert werden.“